# Der Schwammerlkönig
Der Schwammerlkönig ist eine Fernsehserie von Rüdiger Nüchtern für den Bayerischen Rundfunk. 1988 entstanden sechs Folgen à 45 Minuten, die im Vorabendprogramm der ARD erstmals gesendet wurden.
Die Hauptrollen sind mit Wolfgang Fierek und Walter Sedlmayr besetzt. Fierek singt den Titelsong zur Serie selbst.

## Handlung
In der Serie geht es vor allem um Fritz Schwaiger, einen Sonnyboy und Frauenhelden, der nicht erwachsen werden will und deswegen immer wieder mit seinem bodenständigen Vater, der eine Champignonzucht betreibt, aneinandergerät. Ganz überraschend entschließt sich „Dädy“ Schwaiger zusammen mit seinem Freund Haller in die Südsee zu fliegen. Sie möchten ihr Leben noch einmal genießen, wie sie meinen, bevor sie die Schwammerln von unten sehen. So bekommt Fritz endlich die Gelegenheit, die väterliche Firma eigenverantwortlich zu führen und hat große Pläne mit den Schwammerln. Indem er sich mit einem italienischen Konkurrenten zusammentut, hofft er, zum Feinkostunternehmer aufzusteigen. Da er kaum einer Frau widerstehen kann, ist er immer wieder auf die Hilfe seiner Freunde Klaus und Peter Haller angewiesen, aber auch auf die der treuen Haushälterin Anni.
„Dädy“ Schwaiger, der in der Zwischenzeit ein florierendes Feriendorf in der Südsee aufgebaut hat, taucht am Ende auch wieder auf und hat bereits wieder neue Pläne, so unähnlich scheinen sich Vater und Sohn gar nicht zu sein.

## DVD
Die Serie ist am 18. September 2008 von Euro Video auf DVD herausgegeben worden.